# فرانك إتش أونو
فرانك إتش أونو (بالإنجليزية: Frank Ono)‏ هو عسكري أمريكي، ولد في 5 يونيو 1923 في دلتا في الولايات المتحدة، وتوفي في 6 مايو 1980.